# Lütisburg
Lütisburg é uma comuna da Suíça, no Cantão São Galo, com cerca de 1.338 habitantes. Estende-se por uma área de 14,05 km², de densidade populacional de 95 hab/km². Confina com as seguintes comunas: Bütschwil, Degersheim, Ganterschwil, Jonschwil, Kirchberg, Mogelsberg, Mosnang, Oberuzwil.
A língua oficial nesta comuna é o Alemão.